# Américo Aguiar
Américo Manuel Alves Aguiar (Matosinhos, 12 december 1973) is een Portugees geestelijke en een kardinaal van de Rooms-Katholieke Kerk.

## Vroege leven en studie
Aguiar werd geboren in de plaats Leça do Balio in de gemeente Matosinhos op 12 december 1973. Hij volgde het kleinseminarie in Ermesinde, en in 1995 ging hij naar het grootseminarie in Porto. Hij studeerde vervolgens theologie aan de Katholieke Universiteit van Portugal in Porto.
Van 1994 tot 1997 was Aguiar lid van de gemeenteraad van Matosinhos voor de Socialistische Partij. 

## Kerkelijke carrière

### Priester
Aguiar ontving op 8 juli 2001 de priesterwijding van Armindo Lopes Coelho, bisschop van Porto. Hij was vervolgens pastoor bij de São Pedro de Azevedo parochie in Campanhã (2001-2002), secretaris van de diocesane curie van Porto (2001-2004), pastoor van de kathedraal van Porto (2002-2004) en vicaris-generaal van Porto (2004-2015). Hij was directeur van de diocesane krant Voz da Verdade. Van 2011 tot 2020 was hij president van Irmandade dos Clérigos, een vrijwilligersorganisatie van priesters in Porto.
In 2014 haalde hij een master communicatiewetenschappen aan de Katholieke Universiteit van Portugal in Lissabon. Hij werd vervolgens hoofd van de bisschoppelijke commissie voor cultuur en sociale communicatie, en directeur van het Nationale Katholieke Secretariaat voor Sociale Communicatie (2016-2019). In 2017 werd hij voorzitter van de raad van bestuur van de Renascença Multimedia Group.

### Bisschop
Op 1 maart 2019 benoemde paus Franciscus Aguiar tot hulpbisschop van Lissabon, en titulair bisschop van Dagnum. Zijn bisschopswijding ontving hij op 31 maart 2019 van kardinaal Manuel Macário do Nascimento Clemente, patriarch van Lissabon. Hij gaf leiding aan de afdeling communicatie van het patriarchaat van Lissabon en was nationaal aalmoezenier van de Liga van Portugese Brandweerlieden. In 2023 was Aguiar voorzitter van het organiserend committee van Wereldjongerendag in Lissabon.
Op 21 september 2023 benoemde paus Franciscus Aguiar tot bisschop van Setúbal.

### Kardinaal
Aguiar werd tijdens het consistorie van 30 september 2023 kardinaal gecreëerd. Hij kreeg de rang van kardinaal-priester. Zijn titelkerk werd de Sant'Antonio da Padova in Via Merulana.
Op 4 oktober 2023 werd hij benoemd tot lid van de Dicasterie voor de Communicatie.

## Onderscheidingen en erkenningen
- Commandeur in de Orde van Sint-Gregorius de Grote[3]
- Eremedaille van de gemeenten Porto, Maia, en Matosinhos[3]
- Gouden Medaille van het ministerie van volksgezondheid[3]

- Library of Congress Control Number: no2013061622
- Virtual International Authority File: 302561996
- WorldCat: E39PBJx4t8mM6KB373wVrmxRrq